# Distretto di Tiquillaca
Il distretto di Tiquillaca è uno dei quindici distretti della provincia di Puno, in Perù. Si trova nella regione di Puno e si estende su una superficie di 455,71 chilometri quadrati.

Ha per capitale la città di Tiquillaca; nel censimento 2005 si contava una popolazione di 2.019 unità.